# Åstorpstjärnen
Åstorpstjärnen är en sjö i Karlstads kommun i Värmland och ingår i Göta älvs huvudavrinningsområde. Sjön har en area på 0,0635 kvadratkilometer och ligger 149,2 meter över havet.

## Delavrinningsområde
Åstorpstjärnen ingår i det delavrinningsområde (661114-138777) som SMHI kallar för Mynnar i Alstersälven. Medelhöjden är 152 meter över havet och ytan är 6,33 kvadratkilometer. Räknas de 5 avrinningsområdena uppströms in blir den ackumulerade arean 15,9 kvadratkilometer. Vattendraget som avvattnar avrinningsområdet har biflödesordning 3, vilket innebär att vattnet flödar genom totalt 3 vattendrag innan det når havet efter 273 kilometer. Avrinningsområdet består mestadels av skog (53 procent), öppen mark (11 procent) och jordbruk (20 procent). Avrinningsområdet har 0,06 kvadratkilometer vattenytor vilket ger det en sjöprocent på 1 procent. Bebyggelsen i området täcker en yta av 0,33 kvadratkilometer eller 5 procent av avrinningsområdet.